# 박완용
박완용(1984년 6월 2일 ~ )은 대한민국의 럭비 선수이다.

## 개요
고려대학교를 졸업했으며, 2010년 광저우 아시안 게임을 시작으로 대한민국 7인제 럭비 국가대표로 처음 발탁되어 활동했다. 특히 2021년에는 2020 도쿄 올림픽에 출전하는 럭비 선수단의 주장을 맡았다.